# Szenta
Szenta é um município da Hungria, situado no condado de Somogy. Tem 64,47 km² de área e sua população em 2019 foi estimada em 380 habitantes.